# Vicente Guerrero, Jalisco
Vicente Guerrero är en ort i Mexiko.   Den ligger i kommunen Tomatlán och delstaten Jalisco, i den sydvästra delen av landet, 700 km väster om huvudstaden Mexico City. Vicente Guerrero ligger 43 meter över havet och antalet invånare är 264.
Terrängen runt Vicente Guerrero är platt. Havet är nära Vicente Guerrero åt sydväst. Runt Vicente Guerrero är det glesbefolkat, med 11 invånare per kvadratkilometer. Närmaste större samhälle är Tomatlán, 19,2 km öster om Vicente Guerrero. I omgivningarna runt Vicente Guerrero växer i huvudsak lövfällande lövskog.